# Nova Rosa da Penha
Nova Rosa da Penha é um bairro localizado no município de Cariacica, no estado brasileiro do Espírito Santo.
Esse bairro foi criado por volta de 1982, sendo feito doações de lotes em uma área próxima à Itanhenga, nome pelo qual o bairro também é conhecido.
O bairro de Nova Rosa da Penha é dividido em dois blocos. O primeiro é chamado de Nova Rosa da Penha 1 ou Apelidado popularmente de Itanhenga 1, e o segundo é o Nova Rosa da Penha 2 ou Apelidado popularmente de Itanhenga 2.
Esse bairro foi criado devido a invasão de populares a um outro bairro da cidade, chamado de Rosa da Penha, invasão essa que foi resolvida com doações de lotes pelos governantes em outras regiões, atualmente nomeadas de Nova Rosa da Penha 1 e Nova Rosa da Penha 2.

## História
A região de Nova Rosa da Penha teve início com um grande número de famílias antes residentes em Rosa da Penha, bairro próximo de Campo Grande - Cariacica - e bairros vizinhos. O início dos anos 80 foi marcado pelo alto índice de desemprego em Minas Gerais e Bahia, levando muitas famílias carentes ao estado do Espírito Santo, em busca de oportunidade nas grandes empresas do ramo da pedra ornamental e das industrias siderugicas em montagem e expansão. Essas famílias, então alojadas em Rosa da Penha, reuniam-se em grande assembleia geral, com mais de cinco mil pessoas. Eles discutiam a faltas de um teto. Então, havendo uma área de terra de aproximadamente três alqueires de terra em matagal que fazia divisa com o próprio bairro, neste local aconteciam muitos crimes que deixavam as famílias indignadas. Então o povo resolveu ocupar a área onde hoje é o bairro Morada de Campo Grande.
Assim aconteceu.
No dia: 28 de Dezembro de 1981 começou a serem construídas as primeiras casas e serem ocupadas pelas famílias carentes. Ali permaneceram por dez dias.
Então criaram uma comissão de doze pessoas. A fim de reivindicar o direito de posse para todos os ocupantes daquela área.
Foi assim que escolheu o Sr. Joarez Luiz da Silva, que fora escolhido por unanimidade, como presidente da Associação de Posseiros. Então ele levou as reivindicações do povo para o então governador do estado Sr. Eurico Vieira Rezende, que prometeu solucionar o problema. Somente dias depois, receberam a primeira ordem de despejo pelos oficiais de justiça e a polícia militar que levavam juntos, dezenas de carregadores chamados de “chapas”. Para derrubarem as casas dos ocupantes. Assim, tiveram o apoio da arquidiocese de vitória e do arcebispo de vitória Dom João Batista de Albuquerque e da sociedade.
A luta fora engrossada.
Levantaram novamente os barracos que foram destruídos. Dias depois veio o segundo despejo e o povo se uniu. E construíram novamente as casas e as reivindicações continuavam junto ao governador do estado e o prefeito de Cariacica com a ajuda da imprensa eles falavam para as autoridades e o povo espírito-santense o que estava acontecendo. E explicavam a necessidade de eles terem um teto para morar. Mas em alguns dias, tiveram o terceiro despejo. Mas mesmo assim eles organizaram passeatas ao Palácio Anchieta a fim de, levar as reivindicações do povo, na espera de serem ajudados pelo governo, nesta causa. O mesmo prometia examinar a possibilidade de atendê-los. Após aproximadamente vinte e cinco dias receberam o quarto despejo e foram queimadas todas as casas que eram de madeiras velhas. As madeiras novas eram levadas por caminhões para o centro de reabilitação da praia da costa e para orfanato Jesus cristo rei no bairro são Francisco em Cariacica. Então eles ficaram sem condição de lutar pela permanência na terra. Pois não tinham nem uma peça de madeira para reconstruírem as casa e continuar a luta. Assim; como todos os dias, eles faziam grande assembleia gerais. E tinham o apoio de diversos padres e irmãs de caridade da arquidiocese. Inclusive o saudoso padre Marcelo sempre os apoiava; ouvindo e colocando suas sugestões. Que fora muito importantes. Então, no quarto despejo, que tomaram a grande iniciativa de reunir o povo e dizer que semanas antes o governo prometeria solucionar o problema da terra. A comissão disse que a única solução, era ocupar a porta do palácio. E perguntar se a solução que eles tinham para o povo era queimar as madeiras velhas e levar as novas. Nisto o povo aplaudiu a comissão; e então foram organizadas passeatas: Partiram para aporta do palácio e ficaram lá. Muitas famílias não tinham onde ficar, nem mesmo na casa de parentes, ou pagar aluguel. Foram abertas as portas da catedral metropolitana de vitória, onde permaneceram por uns 15 dias. Tiveram todo o apoio da sociedade e dos moradores da capital de vitória. Que, além de levar alimentos, prontificavam de ceder seus banheiros para as famílias usarem.
Nestes 15 dias de alojamento, realizavam reuniões diárias com o Secretário do Bem Estar Social. Doutor: Clóvis de Barros. Que levava as reivindicações junto ao governo.
Então foram oferecidas ao povo, diversas áreas de terra, para alojarem as famílias. Mas eles não aceitavam algumas, por serem pequenas e não cabiam todas as famílias cadastradas. O povo não queria ser dizimados, eles queriam permanecer juntos.
Então foi apresentada ao povo uma terra chamada de Ovo de Colombo que era ociosa e ninguém a tocara, era uma fazenda do estado. Conhecida como “Fazenda Itanhenga”. Que ficava no mesmo município. O	 povo conhecê-la. E, após algumas reuniões. Fecharam o negócio da mesma, com a Secretária do Bem Estar Social. Sendo assim, assinada pelo Sr. joarez Luiz da silva e pelo Senhor: Penedo. Que na época, era o Presidente da CBM (Comissão de Direitos e Moradia da Arquidiocese). Após este fechamento, reivindicaram do governo um local onde pudesse levar as famílias e para ficarem mais perto uns dos outros e assentar os posseiros. E então foi cedida uma parte do prédio do Iesbem em Cariacica – sedes aí mudaram para Lá. Todos os dias deslocavam e até a área e derrubaram a matas e até a tarde retornaram e Então pediram ao governo que as famílias não queriam morar em becos. Então fora enviada pelo governo as maquinas da Sermag. Que abriu as ruas para 24 quadras iniciais com o acompanhamento do engenheiro da COHAB. Dr. Nilton. Para que pudessem ser assentadas as famílias que estavam em alojamentos. Então teve que pedir as autoridades e a sociedade que doassem material de construção para as famílias que perderam tudo nos quatro despejos em Rosa da penha, Campo grande. E DEUS os escutou, dentro do possível de igualdade a todos conseguiram o material de construção coma tábuas, caibros, ripões pregos e eternites.
Em fevereiro de1982. Passaram a construir o primeiro barraco. Na medida em que construíam as famílias eram retiradas do alojamento sempre recebiam a visita de famílias que, não estavam participando do alojamento. Após ocupar as 24 quadras da Rua um à Rua 21. Já assistiam outras reivindicações de infra-estrutura e direito de passe do terreno. Como, água, luz, saúde, educação e transporte e lazer. Então o governo mandou construir uma escola modulada, posto médico, dois centros sociais, duas lavanderias públicas com 26 tanques cada. 3 quadras de esportes 3 campos de futebol, 2 aterros chamados de tobogãs que dá acesso à Nova Rosa da Penha um e dois. uma rede de água da Cesan com um metro e meio de cano e uma torneira com água dentro dos quintais, que eram 24 quadras, e duas creches do estado. Os pedidos do povo voltaram a solicitar ao governador o título definitivo que seria a escritura que foi aprovada pela assembleia legislativa do estado do espírito santo a lei de Nº. 3.493 de nome; PROFADES. (Programa para família desabrigada). Para que pudesse ser donos de em pedaço de terra. Junto a esta lei foi criada uma Cláusula que impedia o desvirtuamento da finalidade da lei. Que seria de 5 anos de inalienabilidade para que após esta data as famílias se tornassem alienáveis. Apenas no período de um ano. Então o governo Eurico Rezende doou 680 escrituras para que os outros governos dessem o prosseguimento – pois era seu mandato final.
Sendo assim continuara a luta com o povo reivindicando outros benefícios: a abertura de mais quadras dentro dos 10.000 lotes ganhados para as outras famílias cadastradas que seriam 100 da ocupação do colégio marista em Vila Velha. E mais 100 de Maria Hortiz que os aceitavam junto a ele. Além de centenas de famílias de outros municípios e do estado.
Assim foi decidido em Assembleia geral que o nome deste grande bairro fosse: Nova Rosa da Penha. Em lembrança da grande luta que não podendo ficar em Rosa da Penha. Campo Grande fundaram uma Nova Rosa da Penha.
Hoje após 25 anos, contamos com quatro escolas. 2 de ensino médio e 2 de ensino fundamental. 3 creches sendo 2 da prefeitura e uma filantrópica. 2 postos médicos, asfalto na rua principal e adjacentes, redes de esgoto em um terço do bairro. Dezenas de igrejas evangélicas e 5 igrejas católicas. 1 Correspondente bancário. 1 Casa lotérica. Beneficio conquistado pela população visto que para pagarem suas contas de energia, água, telefone e outros boletos bancários, antes tinham que se locomoverem para outros bairros. Existe pendências entre governo e população local não sanadas até início de 2011 sendo as mais importantes, escritura de terrenos e atendimento dos correios na entrega porta a porta de correspondência.
O bairro é atendido por três linhas de ônibus do Sistema Transcol que são as linhas 728 (Nova Rosa da Penha/Terminal Campo Grande via BR-101/Ceasa), 783 (Nova Rosa da Penha/Terminal Itacibá via Av Expedito Garcia) e 583 (Nova Rosa da Penha/Terminal Carapina via BR-101), sendo que essa última é a única linha direta em direção ao município da Serra e a parte norte de Vitória. Ambas são operadas pela Viação Satélite/Consórcio Sudoeste desde da década de 80. 